# El bien esquivo
El bien esquivo és un llargmetratge peruà de ficció del 2001, ambientat en el Perú del segle XVII i dirigit per Augusto Tamayo San Román.

## Resum
Jerónimo de Ávila és fill d'un Conqueridor espanyol i d'una curaca índia. Mestís desheretat, després d'haver lluitat durant molts anys en les guerres europees, ha tornat al Perú en 1618. Després d'intentar infructuosament que li reconeguin el seu nom, llinatge i propietat, es veu embolicat, obligat per la misèria, en una conspiració, conjuntament amb un corrupte jutge visitador d'idolatries, per a apropiar-se il·legalment dels tresors guardats en un túmul funerari Inca. El pla resulta un fracàs i la desesperació dels còmplices determina un fet de sang del qual Àvila, únic supervivent, ha de sortir fugint.
A Lima, Ignacio de Araujo, recte i ascètic jesuïta de rang, és comissionat per a investigar la naturalesa de la conspiració i mitjançant la captura dels assassins determinar les ramificacions de la corrupció a l'església i la continuació de l'adoració "herètica" a les divinitats andines.
Al Convent de les Gaietanes, Inés Vargas de Carvajal, més per independència que per vocació, vesteix els hàbits. Complint tèbiament amb la vida de comunitat i allunyada dels afanys frívols de les seves companyes, la jove monja viu una trivial vida secreta: oculta una lírica vocació poètica.
Perseguit per un altre fet de sang en el qual ineluctablement, pel seu caràcter esquerp i impulsiu, es veu novament embolicat, Jerónimo grimpa una nit el mur del Convent i sorprenent a Inés es refugia en la seva cel·la. Ella, marginal també, no el denuncia i passen una estranya nit tibant junts. Jerónimo descobreix i llegeix uns quants poemes. La dona l'intriga. Ell es queda adormit mentre ella, després d'haver rentat les seves ferides, el vetlla, fascinada, contemplant per primera vegada tan íntimament a un home.
L'endemà al matí, ell marxa i ella és descoberta com a autora de versos que han de ser investigats. El pare espiritual del convent és Ignacio de Araujo, que per altres vies està cada vegada més prop de descobrir Jerónimo com la seva presa.
Se succeeixen paral·lelament dues situacions, dues cerques. D'una banda Jerónimo viatja a veure a la seva mare, índia curaca, i no obstant això cristiana, d'un caseriu indígena a les muntanyes. Ella li reveli allò que li permet provar la legitimitat del seu naixement, la qual cosa garanteix el dret que li assisteix en l'herència del seu pare espanyol. Ella mor revelant poc més que el nom d'un notari a Lima.
Jerónimo presencia, per casualitat, l'exhumació de l'enterrament cristià del cadàver de la seva mare per part dels seus parents indis. Ella és després portada subreptíciament a la manera andina. Commogut pel que per ell és herètic aquelarre, Jerónimo fuig.
D'altra banda, els agents del Tribunal capturen a les regions muntanyenques a Páucar, embruixador indi involucrat en la conspiració inicial i el porten a Lima a ser interrogat per Ignacio. Páucar no sols coneix el secret de l'existència, sinó que és l'oficiant davant les divinitats d'una huaca, la ubicació de la qual es resisteix a revelar.
A Lima Inés és gelosament interrogada, repetides vegades, per Ignacio, que busca expurgar la seva ànima, intentant amb autoritat paternal abatre l'orgull del creador intel·lectual en ella. Inés, sola, va reculant, incapaç de resistir el pes intel·lectual d'Ignacio.
Jerónimo torna a Lima per buscar al notari de la protectoria d'indis que suposadament li proporcionarà els documents que són vitals. Però la seva desconfiança i mal caràcter el porten a amenaçar-lo, la qual cosa empeny al notari a denunciar-lo davant la llei.
Inés, en un gest de desafiament, es nega a acceptar el perdó que se li ofereix. Per la seva rebel·lia serà enviada al desterrament. Acaba en una cel·la. Allí es retroba amb el capturat Jerónimo. Però les circumstàncies els permeten fugir junts. Del que s'ha dit per Páucar en el deliri de la seva agonia, el sagaç políglota Ignacio dedueix la ubicació del santuari pagà i marxa cap a la Sierra a destruir-lo.
Intentant aconseguir refugi en un territori de revoltats, però sabent-se íntimament perduts, Jerónimo i Inés deambulen a cavall, ferits, pel desert fins a arribar a una ermita sobre un penya-segat al costat de la mar. Allí són enxampats pels seus perseguidors.
Descobrint Ignacio que la huaca no és una construcció sinó una muntanya batuda per tempestats i, per tant, indestructible, és transformada en santuari cristià mitjançant la imposició d'una creu. La beneeix, sabent que el temps la farà tradició.

## Inspiracions Històriques
«...Per als personatges protagonistes, no és que hàgim partit de les figures de l'Inca Garcilaso i Sor Juana Inés de la Cruz, però van acabar per convertir-se en models quan ja els personatges estaven construïts. Sor Juana és l'arquetip de la religiosa poeta en Amèrica Hispana, i el del mestís que busca la seva identitat és Garcilaso. Són com a figures emblemàtiques d'aquesta cerca en un moment en què la nacionalitat s'està definint i en la qual els individus encara no tenen clar el que són...» (A. Tamayo)
A més, cal esmentar, que el director també es va inspirar en El carbunclo del diablo, text extret del llibre Tradiciones peruanas, escrit per Ricardo Palma.

## Repartiment
- Orlando Sacha com Ignacio de Araujo.
- Diego Bertie com Jerónimo de Ávila.
- Jimena Lindo com Germana Inés Vargas de Carvajal.
- Paul Vega com Fray Mateo.
- Salvador del Solar com Carbajal.
- Ricardo Velásquez com Olaguivel.
- Norma Martínez com Dona d'Olaguivel.
- Gianfranco Brero com Germà Abraham.
- Delfina Paredes com Francisca.
- Enrique Victoria com Alguacil García.
- Alicia Saco com Priora.
- Hernán Romero com Sepúlveda.
- Carlos Gassols com Bisbe
- Miguel Medina com Curaca.
- Manuel Luna com Paucar.

## Premis i nominacions
El guió va obtenir en 1991 el Premi de Foment a la cinematografia als països en desenvolupament del Ministeri de Cultura de França. En 1997 va obtenir el primer Premi del Consell Nacional de Cinematografia del Perú-CONACINE així com del Primer Premi de la Crítica en la Trobada de Cinema de Lima-200]. Ha guanyat el premi al millor director i el de Millor Fotografia al Festival de Santa Cruz, 2002. Va representar al Perú en la selecció dels Premis Oscar com millor pel·lícula estrangera, igualment ha estat nominada com a millor pel·lícula Iberoamericana als Premis Goya d'Espanya i en la XLIV edició dels Premis Ariel de Mèxic. Va ser seleccionada entre les sis millors pel·lícules iberoamericanes dels últims dos anys, per al Premi Luis Buñuel de la Federació Iberoamericana de Productors Audiovisuals (FIPCA).
Ha participat en importants i prestigiosos festivals internacionals de cinema com el festival de cinema de l'Havana, Cuba; el festival de cinema de Cartagena, Colòmbia; del Mar del Plata, l'Argentina; de Tolosa, França; de Montevideo, Uruguai; de Rio de Janeiro, el Brasil; de Santa Cruz de la Sierra, Bolívia; de Santo Domingo; de Lleida; de Chicago; de Miami; de Providence; de Los Angeles; de Trieste, Itàlia; el festival de cinema de Washington organitzat pel American Film Institute, AFI, i l'OEA; el Festival de Cinema Llatinoamericà de Nova York; Festival de Cinema de Calcuta, l'Índia; i igualment ha estat exhibida en importants esdeveniments culturals com la Casa de América a Madrid; presentada a ciutats com Caracas, Brasília, Buenos Aires, Quito, Kansas City, Sofia (Bulgària) Roma, Tel-Aviv, el Caire i moltes més.